# Sigmund Fugger von Kirchberg und Weißenhorn

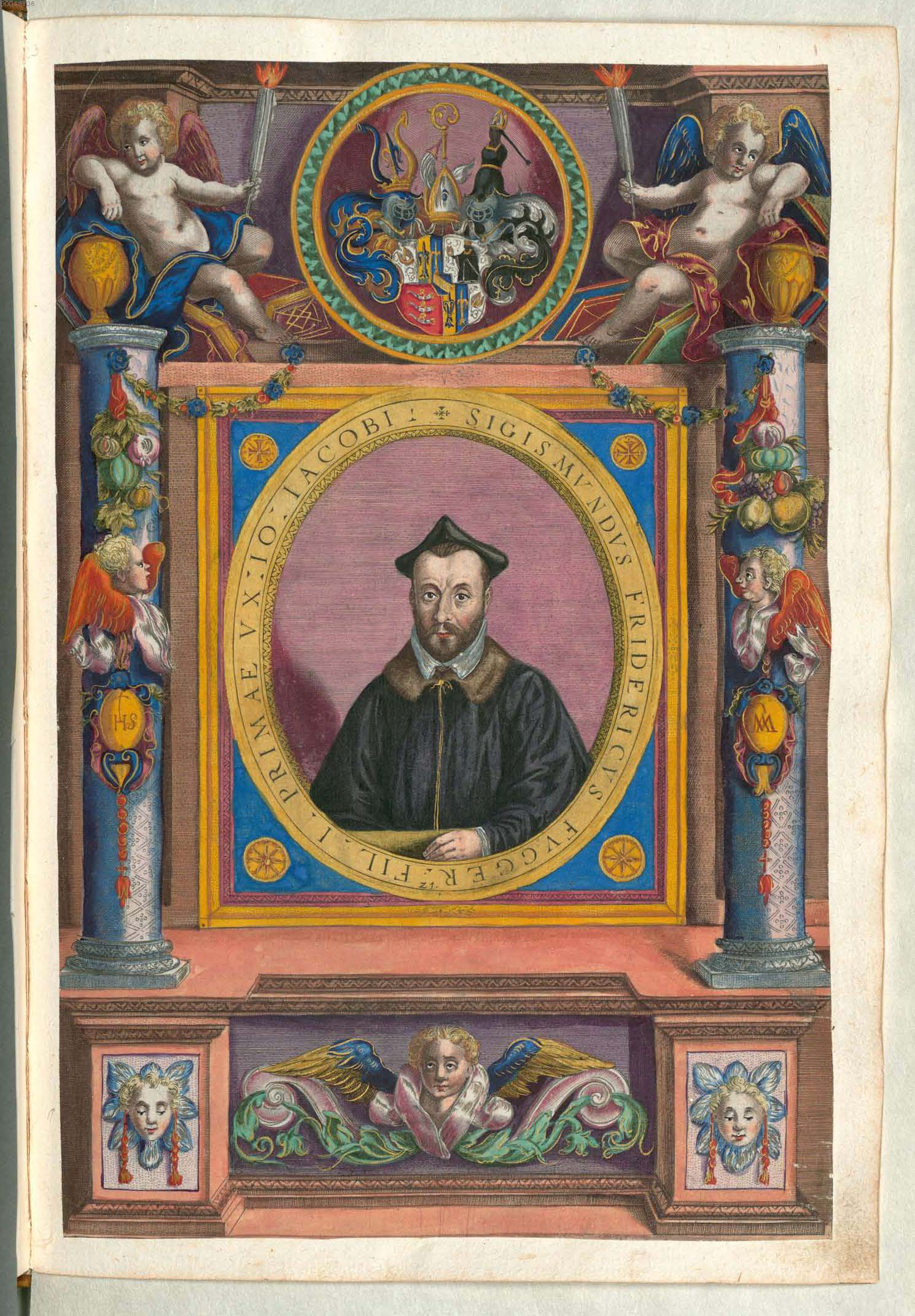
Sigmund Fugger von Kirchberg und Weißenhorn. Kolorierter Kupferstich aus Fuggerorum et Fuggerarum imagines, 1618.

Sigmund Friedrich Fugger von Kirchberg und Weißenhorn (* 24. September 1542 in Augsburg; † 5. November 1600 in Regensburg(?)) war Bischof von Regensburg von 1598 bis 1600.

## Biografie
Sigismund Friedrich war ein Sohn des Kaufmanns und Humanisten Hans Jakob Fugger (* 1516; † 1575) und der Ursula von Harrach (* 1522; † 1554). Unter seinen Brüdern, die zum Teil ebenfalls zu geistlichen Würdenträgern ernannt wurden, zählten außerdem Karl und Ferdinand als spanische Obristen und Maximilian als Deutschordenkomtur zu Sterzing. 
Als  junger Mann besaß er Pfründen als Domherr in Salzburg, Passau und Regensburg. Von 1573 bis 1579 war er Pfarrer und Stiftsdekan von Laufen (Salzach), 1580 bis 1589 war er Domdekan in Salzburg, von 1596 bis 1598 in Passau, von 1586 bis 1595 Pfarrer von Kirchberg am Wagram. 1597 wurde er Dompropst in Regensburg, am 2. Juli 1598 folgte seine Wahl zum Bischof.
Sigmund übernahm ein durch Kriegslasten und Missernten hochverschuldetes Hochstift. Als Bischof bemühte sich Sigmund Friedrich um die Fortsetzung der Reformarbeit des Bistumsverwesers Jakob Miller, der in den Jahren 1587 bis 1597 für den minderjährigen Regensburger Bischof und Kardinal Philipp Wilhelm Herzog von Bayern das Bistum geleitet und verwaltet hatte. Entsprechend den Reformforderungen des Konzils von Trient wurden die Gläubigen zum häufigen Empfang des Bußsakraments ermahnt, die Einhaltung der Zölibatspflicht der Diözesanpriester überwacht und die Pflicht zur Abhaltung von Glaubensunterweisungen in den Pfarreien des Bistums eingeschärft. Er starb an einem Steinleiden.